# Atractaspis duerdeni
Espèce
Atractaspis duerdeni est une espèce de serpents de la famille des Lamprophiidae. 

## Répartition
Cette espèce se rencontre dans le Transvaal en Afrique du Sud, dans le sud-ouest du Botswana et en Namibie.

## Description
C'est un serpent venimeux.

## Étymologie
Cette espèce est nommée en l'honneur de James Edwin Duerden.

## Publication originale
- Gough, 1907 : Description of a new species of Atractaspis collected at Serowe, North Eastern Kalahari. Records of the Albany Museum, vol. 2, p. 178-179.